# Command & Conquer 3: Tiberium Wars
Command & Conquer 3: Tiberium Wars — компьютерная игра в жанре стратегии в реальном времени из серии Command & Conquer, разработанная студией EA Los Angeles и изданная компанией Electronic Arts в 2007 году для персональных компьютеров (ОС Windows и Mac OS X) и игровой приставки Xbox 360; третья игра в сюжетной «тибериевой» подсерии, следующая по сюжету за Command & Conquer: Tiberian Sun, изданной в 1999 году. Дополнение к игре, носящее подзаголовок Kane’s Wrath, было издано в марте 2008 года.
Действие Tiberium Wars разворачивается в 2047 году — спустя шестнадцать или семнадцать лет после событий Firestorm — в начале и во время Третьей Тибериевой войны между Глобальной Оборонной Инициативой и Братством Нод, начавшейся полномасштабным наступлением последнего по всем основным фронтам; не будучи готовыми к такому развитию событий, высшие военные и гражданские чины GDI пытаются переломить ситуацию в свою пользу, надеясь на достижение новой победы над Братством. В разгар конфликта к нему присоединяется новая сторона — инопланетная раса скриннов, что в итоге полностью изменяет природу войны.

## Игровой процесс

### Обзор
Command & Conquer 3 в основе своей следует практике, установленной в предыдущих играх серии (конкретно — Tiberian Sun и Red Alert 2). Игрок наблюдает за действием, отдавая различного рода приказы множеству боевых единиц (иначе «юнитов»), расположенных на поле боя. Подобно Red Alert 2, все производственные возможности относительно сооружений и боевых единиц распределены по нескольким категориям, отображаемых на HUD в форме вкладок: основные и вспомогательные сооружения, пехота, наземная и воздушная техника. Первичной целью игрока является создание базы; обеспечение её защиты от сил противника (живого игрока либо ИИ) и последующая победа над последним путём разрушения вражеской базы.
Как и прежде, центральной платформой для строительства базы является мобильный сборочный цех (сокращённо — МСЦ) — по умолчанию он развёрнут на условной начальной позиции, но может быть свёрнут для перемещения на новое место в пределах игровой карты; после подготовки «заказанного» сооружения последнее размещается в пределах ограниченной зоны вблизи уже имеющихся; для расширения базы можно использовать юниты из новой категории «мобильных аванпостов». В то же время в игру был введён кран, наряду со сборочным цехом (хотя и в меньших пределах, чем последний) обеспечивающий возможности строительства; как и в случае сооружений, производящих боевые единицы (казармы, военные заводы и аэродромы), ввод в строй нескольких кранов либо сборочных цехов даёт игроку дополнительные очереди строительства, что позволяет сохранить время с одной стороны, но увеличивает расходы на строительство. Защита базы, как и раньше, представлена стационарными орудиями различной направленности; они устанавливаются вблизи имеющихся основных построек.
Как и ранее, в игре существуют два вида ресурсов: электроэнергия и денежный эквивалент («кредиты»). Выход электроэнергии обеспечивается энергостанциями, которые по достижении определённых условий можно улучшить для задействования дополнительных мощностей. Основным же источником кредитов является тиберий, существующий в форме кристаллов: как обычных зелёных, так и синих, медленнее регенерирующих, но более доходных; кристаллы тиберия, размещенные на карте в форме полей, собираются харвестерами и разгружаются в обогатители (англ. Refinery), где собранные ресурсы преобразуются в кредиты; ввиду ограничений, действующих на количество вмещаемого обогатителями тиберия, игроку для расширения лимита требуется строить вспомогательные сооружения — хранилища (англ. Tiberium Silo). На некоторых картах помимо полей тиберия также появляются изначально нейтральные добывающие комбинаты (англ. Tiberium Spike), доступные для захвата инженерами противоборствующих сторон; другие нейтральные сооружения (центры управления ЭМИ, охранные башни, хижины мутантов) также появляются на картах и доступны для захвата и последующего использования.
Каждый тип сооружений в игре формально действует как технологическое древо, в котором новые функции становятся доступны при строительстве определённых сооружений; соответственно, производство может быть прекращено или сильно замедлится в случае разрушения подобных сооружений либо нарушения их работы. Все боевые единицы подразделены в три категории — пехота, наземная техника и авиация; большинство юнитов из каждой категории обладают той или иной специфической способностью. Эффективность тех или иных юнитов между собой определяется по методу «камень, ножницы, бумага», действующему также в других играх жанра RTS. Супероружие в игре может быть возведено при наличии необходимых требований; использование его становится возможным по истечении семи минут от его возведения; столько же времени требуется на его подготовку к повторному использованию.
В Tiberium Wars присутствуют три играбельных фракции: Глобальная Оборонная Инициатива (GDI), Братство Нод и скринны. Каждая из них имеет сооружения и боевые единицы, в функциональной основе схожие между собой, но различающихся согласно теме своих фракций и совокупности формальных показателей; также каждая фракция имеет свой специфический набор особых возможностей, доступных по мере строительства новых сооружений; в отличие от предыдущих игр, в Command & Conquer 3 использование той или иной особой возможности (за исключением супероружия) требует того или иного количества кредитов. Войска GDI используют в бою современные конвенциональные тактики и вооружение с упором на превосходящую огневую мощь и броню, становясь более мощными в открытом бою против иных фракций, но при этом более медлительными; супероружие GDI — орбитальное ионное орудие, управляемое с земли и значительно изменённое по сравнению с Tiberian Sun. Братство Нод, чьи войска формально менее эффективны в открытом бою, практикует методы партизанской войны наряду с использованием стелс-технологий и разработок на основе тиберия; как и в оригинальной Command & Conquer 1995 года, их супероружием является ядерный удар, запускаемый ракетой из Храма Нод. Новая, третья фракция — скринны — имеет сооружения и юниты, связанные с тиберием, включая способность ускорять рост тиберия и хранить его в неограниченных количествах. Юниты скриннов не подвержены радиоактивному действию тиберия, но в то же время уязвимы для противотибериевого вооружения; их супероружием является так называемый «генератор искажения» (англ. Rift Generator), создающий пространственно-временную дыру, которая засасывает всё вблизи в открытый космос.

### Режимы игры

#### Однопользовательский
Режим кампании в Tiberium Wars включает в себя 38 миссий, распределённых по трём сюжетным кампаниям, представляющим взгляд на Третью Тибериевую войну с позиции каждой из трёх её сторон; все кампании сопровождены игровыми видеороликами с участием живых актёров. Игроки могут начать кампанию как GDI, так и Братства; по прохождении этих двух кампаний становится доступной бонусная кампания за скриннов. Сюжеты всех трёх кампаний игры ведутся от лица командиров соответствующих фракций (в случае скриннов действие ведётся от лица Прораба 371 (англ. Foreman 371)) и тесно связаны друг с другом, по аналогии с кампаниями Tiberian Sun: Firestorm; во время кампании одной фракции даются отсылки на события, происходившие во время кампании других фракций.
Каждая миссия кампании имеет основные задания, выполнение которых обеспечивает успешное завершение миссии, и дополнительные задания, выполнение которых может дать игроку тактическое преимущество и сопутствующие дополнительные возможности при выполнении основных заданий. Также игрок может задать сложность выполнения той или иной миссии на экране театра боевых действий, отображаемом перед началом миссии; доступные настройки сложности варьируются от легкой через среднюю к высокой. По мере прохождения одной из кампаний, становятся доступны новые материалы внутриигровой «базы разведданных», дающие сопутствующую информацию по сюжетной линии, фракциям, их сооружениям и юнитам. Некоторые материалы становятся доступны при выполнении дополнительных заданий во время миссии. По итогам миссии игрок получает медаль, отображаемую на экране театра боевых действий; цвет медали определяется сложностью выполнения миссии: бронзовый (лёгкая сложность), серебряный (средняя сложность) и золотой (высокая сложность); успешное выполнение дополнительных заданий и сбор сопутствующих разведданных отмечается дополнительными нашивками. Все катсцены, открытые на протяжении кампании, могут быть впоследствии просмотрены в меню игры.
Режим сражения в Tiberium Wars является своего рода внутриигровой песочницей, в которой игрок выбирает себе команды и фракции для последующей схватки, идущей до полного поражения одной из сторон. Искусственный интеллект, помимо четырёх уровней сложности: «лёгкий» (англ. Easy), «средний» (англ. Medium), «высокий» (англ. Hard) и «жестокий» (англ. Brutal), имеет также пять предустановок, воплощающих один из типов поведения в классических RTS: «сбалансированный» (англ. Balanced), «рашер» (англ. Rusher), «черепаха» (англ. Turtle), «партизан» (англ. Guerilla) и «каток» (англ. Steamroller). По итогам сражения на той или иной карте игрок получает звезду, отображаемую в сопутствующем меню; как и в кампании, цвет звезды соответствует сложности прохождения.

#### Многопользовательская игра
Command & Conquer 3: Tiberium Wars поддерживает игру между игроками как по LAN, так и в сети Интернет. Первое время онлайн-компонента игры поддерживалась через сервера GameSpy, после закрытия последней в 2014 году были разработаны пользовательские альтернативы.
Игроки могут выступать в сражениях на рейтинг типа «один на один» и «два на два» (в том числе клановых); по выбору игроков результаты матчей могут учитываться по системе Эло отдельно для каждого типа игр. Также мультиплеер поддерживает возможность использования VoIP.

##### BattleCast
Первое время после выхода игры Electronic Arts предприняли попытку через Command & Conquer 3: Tiberium Wars популяризировать RTS как киберспортивный жанр, разработав для этой цели сервис BattleCast. Сервис позволял игрокам планировать между собой предстоящие матчи и наблюдать за уже идущими матчами, сопровождая действие комментариями; также сервис выступал централизованным хранилищем реплеев и пользовательских карт. При отсутствии самой игры пользователь мог загрузить сопутствующее приложение BattleCast Viewer, чтобы наблюдать за матчами.

## Синопсис

### Сеттинг
- Джозеф Кукан — Кейн
- Майкл Айронсайд — генерал GDI Джек Грейнджер
- Триша Хелфер — генерал Братства Нод Киллиан Катар
- Билли Ди Уильямс — директор GDI Рэдмонд Бойл
- Грейс Пак — лейтенант GDI Сандра Телфайр
- Дженнифер Моррисон — офицер связи GDI лейтенант Кирс Джеймс
- Джош Холлоуэй — офицер связи Братства Нод Аджай
- Джон Хак — ведущий новостей W3N Уильям Фрэнк
- Шэнон Кук[англ.] — репортёр W3N Кассандра Блэр
- Шанти Хинтон — репортёр W3N Бриттани Мёрфи

Действие Tiberium Wars разворачивается в 2047 году, спустя шестнадцать или семнадцать лет после Второй Тибериевой войны и восстания CABAL. За прошедшее время тиберий продолжил распространяться, заражая все новые и новые области. В этих условиях GDI ввела деление всей земной суши на зоны, различающиеся степенью пригодности к жизни. 20 % поверхности планеты — «синие зоны» — территории, которые были практически не подвержены воздействию тиберия и не пострадали от боевых действий. Здесь живут 20 % населения Земли, и эти зоны охраняются силами GDI. «Жёлтые зоны», в которых проживает остальное население планеты, покрывают 50% территории Земли. Эти районы значительно заражены тиберием, сильно истощены непрерывными войнами последних времен, и активность Братства Нод в них велика. В жёлтых зонах ещё не всё потеряно: есть возможность очистить зону от влияния тиберия, превратив её в синюю. В «красных зонах», составляющих оставшиеся 30 % земной суши, из-за высокой концентрации тиберия жизнь человека невозможна.
Вследствие затишья последних лет интересы GDI стали постепенно сдвигаться из военных областей в экологию и способы борьбы с распространением тиберия, относительно которого была показана уязвимость для воздействий звуковых волн, что может позволить очистить даже красные зоны от этого вещества. GDI с помощью «Тацита» продолжает пытаться избавить мир от тиберия, но, с другой стороны, нуждается в нём, чтобы поддержать свою экономику. В это же время Братство во главе с Кейном медленно укрепляло свои позиции и военный потенциал на пути превращения в новую сверхдержаву, обеспечивая себе поддержку населения в пределах жёлтых зон на недовольстве в отношении GDI, поставках продовольствия и медикаментов и поддержании общественного порядка.

### Основные события сюжета
В марте 2047 года Братство Нод начало боевые действия, обезвредив неожиданным нападением системы ПРО в космическом центре им. Годдарда; вслед за этим, ядерным ударом с базы Братства в Каире была уничтожена орбитальная станция «Филадельфия», и GDI, таким образом, в одночасье лишилось значительной части своего высшего руководства. Развивая успех, Братство ведёт наступление на восточном побережье США, захватив Белый дом и порт Хэмптон-Роудс прежде, чем GDI смогли взять ситуацию под контроль и отвоевать потерянные позиции.
Исходя из данных, полученных с военнопленных, генерал GDI Джек Грейнджер начинает опасаться возможного использования Братством оружия массового поражения и приказывает нанести удар по химическим предприятиям Нод вблизи Каира. Также становится известно о разработке Братством бомбы на основе жидкого тиберия. В ходе проведённых операций GDI ликвидируют гавани Нод в Александрии и ракетную базу в Каире, откуда и был произведён удар по «Филадельфии». Тем не менее, Братство на своих базах в Бразилии продолжает разработку своей тибериевой бомбы, которая позднее перевозится в Восточную Европу. В это же время силы GDI восстанавливают свою базу в Хорватии и вслед за этим, разгромив базу Нод в Албании, осаждают вновь построенный Главный храм Братства в Сараево, куда к этому времени была доставлена тибериевая бомба. Несмотря на планы Грейнджера продолжать осаду вплоть до момента капитуляции Кейна, новый директор GDI Рэдмонд Бойл, узнав о захвате силами Нод в плен доктора Альфонса Жиро́ — ведущего специалиста GDI в области исследований тиберия, приказывает задействовать ионное орудие по Главному храму с целью окончательно покончить с Кейном. В итоге, выстрел ионного орудия приводит тибериевую бомбу в действие, произведя огромный взрыв с полным разрушением Балкан и миллионами погибших; Кейн же и его Внутренний круг считаются погибшими, ввиду чего командование силами Братства принимает его  приближённая генерал Киллиан Катар, под началом которой Нод осуществляет кражу ядерных боеприпасов GDI в Австралии.
Вскоре после событий в Сараево космическая разведка GDI обнаруживает приближение к Земле огромного количества неопознанных объектов. Попытка использовать против них ионные орудия не даёт успеха, и вскоре инопланетные силы, известные исключительно как скринны, высаживаются в красных зонах и организуют нападения в крупнейших городах (Лондон, Мюнхен, Штутгарт и другие), в которых GDI видит отвлекающий манёвр, сопровождающий возведение так называемых вышек Предела — межзвёздных порталов, необходимых инопланетянам для транспортировки добываемого тиберия, который они называют «Кровью Богов». В новых условиях GDI защищают Германию от вторжения скриннов, после чего уничтожают их базу в Швейцарии; в то же время Братство объединяется с GDI против общей опасности.
Во время обороны Сиднея Кейн, которому удалось спастись после событий в Сараево, раскрывает себя и приказывает верным себе силам Нод обратиться против сил Катар; сама последняя была казнена Кейном, который позднее раскрывает свой план действий, согласно которому выстрел ионного орудия по Главному храму был необходим для детонации тибериевой бомбы, поскольку только это могло привлечь скриннов, «посеявших» тиберий на Землю. Скринны, в свою очередь, понимают, что были обмануты, будучи привлечены на Землю слишком рано, потому как большинство разведанных запасов тиберия оказалось недозрелыми; также скринны не ожидали столь мощного сопротивления людей, которые, по мысли скриннов, должны были оказаться на грани вымирания. Также скринны узнают Кейна по своим базам данных и планируют разведать о нём ещё больше информации. В конечном счёте силы GDI и Нод выходят на позиции скриннов в Италии; остановив строительство одной из вышек Предела в районе Рима, GDI осадили базу скриннов в районе реки Тибр, где в 1995 году упал тибериевый метеорит. В зависимости от выбора игрока скринны могут быть разгромлены либо посредством задействования против них тибериевой бомбы (но в то же время ценой огромных разрушений), либо с использованием обычных вооружений; и тот, и другой выбор определяет концовку кампании GDI: в случае применения бомбы генерал Грейнджер уходит в отставку в знак протеста, тогда как в противном случае в отставку уходит директор Бойл, опасаясь судебного преследования по факту использования тибериевой бомбы. Несмотря на поражение, скриннам удалось завершить строительство вышки Предела и через неё эвакуироваться с Земли, планируя вернуться на неё уже с полномасштабным вторжением; по завершении строительства, вышка стала неуязвимой для всех родов земного вооружения, и GDI не остаётся иного выбора, кроме как поставить башню под наблюдение, тогда как Кейн, получив коды доступа к вышке, готовит план дальнейших действий.

## Разработка
Сразу после выхода Tiberian Sun в 1999 году появились первые ожидания относительно её сиквела; работы над разработкой такого сиквела были начаты в 2001 году командой Westwood Studios; однако Electronic Arts было решено изменить концепцию возможного «наследника» Tiberian Sun, отойдя от научно-фантастической тематики в пользу тем современной войны, что в итоге воплотилось в форме Command & Conquer: Generals. Разработчики из Westwood Studios ещё сохраняли мысли по поводу сиквела Tiberian Sun; по планам разработчиков, проект с подзаголовком Tiberian Incursion (с англ. — «Наступление тиберия») должен был завершить сюжетную линию тибериевой серии, наряду с полным обновлением игровых механик; также предполагалась интеграция в сюжет сеттинга Red Alert 2. Незадолго до релиза Generals EA объявили о ликвидации Westwood Studios и переводе её сотрудников в состав студии в Лос-Анджелесе. Это раскололо сотрудников Westwood; не желая переселяться на новое место, они в большей своей части вышли из компании и составили основу компании Petroglyph Games, тогда как оставшиеся присоединились к вновь собранной студии в Лос-Анжделесе. В этих условиях работа над новой Command & Conquer была заморожена.
Материалы, относившиеся к разработке Command & Conquer 3 как проекта Westwood Studios, были опубликованы в 2004 году. На концепт-артах был представлены обновлённый интерфейс, сочетавший элементы из Command & Conquer 1995 года и Tiberian Sun; шагающая машина в качестве нового юнита; демонстрация работы модифицированного графического движка Westwood 3D (впоследствии переработанного и преобразованного в SAGE). Публикация этих материалов подогрела слухи о разработке новой Command & Conquer в пределах EA Los Angeles. В декабре 2004 года, когда EA LA обосновались на новом месте, тогдашний исполнительный продюсер и куратор франшизы C&C Mark Skaggs сообщил по электронной почте, что новой игрой в серии вместо сиквела Tiberian Sun станет Red Alert 3; однако в следующем году Скаггс покинул компанию, как сообщалось, в связи «с семейными обстоятельствами», а его место на посту куратора Command & Conquer занял Майк Верду, после чего разговоры о Red Alert 3 сошли на нет. Официальный анонс Command & Conquer 3 состоялся 20 апреля 2006 года в соответствующем пресс-релизе EA; днём ранее превью игры было опубликовано в июньском номере журнала PC Gamer US. На протяжении последующего периода EA LA проводила мероприятия для фанатов, на которых раскрывались подробности по ходу разработки; в декабре 2006 года был анонсирован выпуск игры в версии для Xbox 360.

### Релиз
| Системные требования | Системные требования                                        | Системные требования                                  |
| -------------------- | ----------------------------------------------------------- | ----------------------------------------------------- |
|                      | Минимальные                                                 | Рекомендуемые                                         |
| Windows              |                                                             |                                                       |
| ОС                   | Windows XP, Windows Vista (32-битные)                       | Windows XP, Windows Vista (32-битные)                 |
| ЦПУ                  | AMD Athlon™ с тактовой частотой 2 ГГц или аналогичный       | AMD Athlon™ с тактовой частотой 2 ГГц или аналогичный |
| Объём ОЗУ            | 512 МБ или больше / от 1 ГБ (для Windows Vista)             | 1 ГБ                                                  |
| Место на диске       | 6 GB                                                        | 6 GB                                                  |
| Видеокарта           | ATI Radeon 8500 или Nvidia GeForce 4, или новее             | ATI Radeon 8500 или Nvidia GeForce 4, или новее       |
| Сеть                 | интернет-соединение со скоростью 56 Кбит/с (для 2 игроков), | широкополосное интернет-соединение (для 2—8 игроков)  |

Tiberium Wars была выпущена в трёх различных вариантах издания: стандартном (первоначальной стоимостью $49,99), предзаказном и ограниченном под названием Kane Edition (оба с первоначальной стоимостью $59,99); последнее, помимо дополнительного игрового контента, включало в себя коллекционные предметы и бонусный DVD-диск с экслюзивным материалом. Также игра продавалась вместе со сборником The First Decade в составе набора Command & Conquer: Saga.
Версия игры для Xbox 360 была выпущена в мае 2007 года; поддержка сервиса Xbox Live была включена в эту версию.
20 апреля 2007 года был выпущен официальный редактор карт.

### Дополнение
14 августа 2007 года Electronic Arts запустила проект Batllecast Primetime — видеоблог команды разработчиков, через который последние могли периодически обеспечивать игроков новой информацией по Tiberium Wars (в том числе патчах и дополнениях). В первом выпуске блога состоялся официальный анонс первого (и, как оказалось, единственного) дополнения к игре, названного Kane’s Wrath.

## Отзывы
| Сводный рейтинг                                   | Сводный рейтинг                                         | Сводный рейтинг                                         |
| Издание                                           | Оценка                                                  | Оценка                                                  |
| Издание                                           | PC                                                      | Xbox 360                                                |
| ------------------------------------------------- | ------------------------------------------------------- | ------------------------------------------------------- |
| GameRankings                                      | 85,72 %                                                 | 81,55 %                                                 |
| Metacritic                                        | 85/100                                                  | 82/100                                                  |
| Иноязычные издания                                |                                                         |                                                         |
| Издание                                           | Оценка                                                  | Оценка                                                  |
| Издание                                           | PC                                                      | Xbox 360                                                |
| 1UP.com                                           | A                                                       | N/A                                                     |
| ActionTrip                                        | 9,1/10                                                  | N/A                                                     |
| Eurogamer                                         | 8/10                                                    | N/A                                                     |
| Game Informer                                     | 8,5/10                                                  | N/A                                                     |
| GamePro                                           | [ 35 ]                                                  | N/A                                                     |
| GameSpot                                          | 9/10                                                    | N/A                                                     |
| GameSpy                                           | [ 37 ]                                                  | N/A                                                     |
| IGN                                               | 8,5/10                                                  | N/A                                                     |
| Русскоязычные издания                             |                                                         |                                                         |
| Издание                                           | Оценка                                                  | Оценка                                                  |
| Издание                                           | PC                                                      | Xbox 360                                                |
| Absolute Games                                    | 84 %                                                    | N/A                                                     |
| «Игромания»                                       | 8,0/10                                                  | N/A                                                     |
| «ЛКИ»                                             | 90 %                                                    | N/A                                                     |
| Награды                                           |                                                         |                                                         |
| Издание                                           | Награда                                                 | Награда                                                 |
| Gamestar                                          | «Лучшая RTS 2007 года»                                  | «Лучшая RTS 2007 года»                                  |
| G-Phoria Awards (2007)                            | «Лучшая стратегия»                                      | «Лучшая стратегия»                                      |
| 1UP                                               | «Лучшая игра 2007 года в жанре „стратегия / симулятор“» | «Лучшая игра 2007 года в жанре „стратегия / симулятор“» |
| Firing Squad (2008)                               | «Лучшая игра 2007 года на PC» (10-е место)              | «Лучшая игра 2007 года на PC» (10-е место)              |
| 11th Annual Interactive Achievement Awards (2007) | «Лучшая игра в жанре „стратегия / симулятор“»           | «Лучшая игра в жанре „стратегия / симулятор“»           |

После выхода Tiberium Wars получила преимущественно положительные оценки игровой прессы; средний рейтинг игры по версии агрегатора Metacritic составляет 85 %. Обозреватели американской версии журнала PC Gamer дали игре 90 % с пометкой «Выбор редакции», заявив о «возвращении одной из величайших RTS-франшиз к своей славе». Обозреватели шведской и британской версий журнала дали игре 81 и 82 процента из 100, соответственно. Рецензент GameSpot поставил игре 9 баллов из 10 с пометкой «Выбор редакции», находя в ней «одну из наилучших стратегий реального времени за последнее время». IGN поставили игре 8,5 баллов из 10 с пометкой «великолепно»; журнал GamePro, соответственно, поставил 4,5 балла из 5 с пометкой «Выбор редакции». Финский журнал Pelit поставил игре 89 балла из 100; другой финский журнал — Mikrobitti — поставил 4 балла из 5, соответственно, положительно отозвавшись о графической и звуковой части, но в то же время критически отнесшись к недостатку преемственности к механикам предыдущих игр. Британский журнал Edge поставил оценку в 7 баллов из 10; как полагают обозреватели журнала, стратегическая формула игры ввиду следования предшествующей практике выглядит слишком устаревшей в сравнении с проектами, изданными в это же время.

### Продажи
В первую неделю после релиза в США Command & Conquer 3: Tiberium Wars разошлась тиражом в 128 тысяч копий; в последующий период продажи составили порядка одного миллиона копий.

## Дополнительные материалы

### Саундтрек
Музыка для Tiberium Wars была написана Стивом Яблонски и Тревором Моррисом; Фрэнк Клепаки — автор музыки к предыдущим играм франшизы (за исключением Generals) — получил предложение от Electronic Arts принять участие в разработке игры, но отклонил его в пользу карьеры с Petroglyph Games. Композиции в игре выдержаны в футуристическом, милитаристическом и ориенталистском стиле; названия некоторых из них содержат отсылки к Command & Conquer: Renegade. Вне игры музыка распространялась только на сервисах цифровой дистрибуции; две композиции из игры — «Mourning Hour» и «Black Dawn» за авторством Яблонски — вошли в сборник Command & Conquer: The Ultimate Music Collection, изданный в 2012 году.

### Новеллизация
Одноимённый игре роман, написанный Ки́том Декандидо (англ. Keith DeCandido), был анонсирован в пресс-релизе EA за 26 апреля 2007 года и выпущен в июне 2007 года издательством Del Rey Books. Книга, описывающая с некоторыми отступлениями от первоисточника события игровых кампаний, сосредоточена на трёх персонажах: рядовом GDI Рикардо Веге — возможном племяннике генерала Нод Веги из Tiberian Sun; репортёре W3N Аннабелле Ву и командире 22-го батальона Майкле Макниле — протагонисте кампании GDI в Tiberian Sun.